# São Raimundo Nonato
São Raimundo Nonato là một đô thị thuộc bang Piauí, Brasil. Đô thị này có diện tích 2606,8 km², dân số năm 2007 là 30894 người, mật độ 11,85 người/km².